# Stadion Christa Botewa we Wracy
Stadion Christa Botewa (bułg. Стадион Христо Ботев) – wielofunkcyjny stadion we Wracy, w Bułgarii. Obiekt był gotowy już w 1948 roku, ale jego oficjalne otwarcie nastąpiło dopiero 9 lat później, 12 września 1957 roku. Obiekt może pomieścić 8935 widzów, choć dawniej jego pojemność wynosiła 32 000 widzów. Swoje spotkania na stadionie rozgrywają piłkarze klubu Botew Wraca.